# Proleptomastidea
Proleptomastidea is een geslacht van vliesvleugeligen uit de familie Encyrtidae. De wetenschappelijke naam van dit geslacht is voor het eerst geldig gepubliceerd in 2009 door Trjapitzin.

## Soorten
Het geslacht Proleptomastidea is monotypisch en omvat slechts de volgende soort:
- Proleptomastidea enigmatica (Trjapitzin, 1971)